# Малахова, Александра Владимировна
Александра Владимировна Малахова (род. 11 февраля 1994, Москва) — российская и болгарская фигуристка, выступающая в парном катании.

## Карьера
Ранее партнёром Александры был Фёдор Климов.
Представляя Болгарию, в 2011 году участвовала на чемпионате мира в Москве, однако пара завершила выступления в короткой программе, показав последний, 22-й результат.